# Bistum Multan
Das Bistum Multan (lat.: Dioecesis Multanensis) ist eine in Pakistan gelegene römisch-katholische Diözese mit Sitz in Multan in der Provinz Punjab.

## Geschichte
Das Bistum Multan wurde durch Papst Pius XI. 1936 als Apostolische Präfektur aus dem Metropolitanbistum Lahore gegründet. Erster Präfekt war der italienische Dominikaner Francesco Benedetto Cialeo OP. 1939 wurde die Präfektur unter der Amtsführung von Bischof Cialeo durch Papst Pius XII. zum heutigen Bistum Multan erhoben. 1960 wurde das Bistum Lyallpur, das heutige Bistum Faisalabad, aus dem Territorium des Bistums Multan heraus gegründet.
Das Bistum Multan ist ein Suffraganbistum des Erzbistums Lahore.

## Ordinarien
- Francesco Benedetto Cialeo OP, 1937–1960, später Bischof von Lyallpur
- Aloysius Louis Scheerer OP, 1960–1966
- Ernest Bertrand Boland OP, 1966–1984
- Patras Yusaf, 1984–1998
- Andrew Francis, 1999–2014
- Benny Mario Travas, 2015–2021, dann Erzbischof von Karatschi
- Yousaf Sohan, seit 2022